# Tournoi d'Afrique du Sud de rugby à sept 2017
Navigation
2016 2018
Le Tournoi d'Afrique du Sud de rugby à sept 2017 (Anglais : South Africa rugby sevens 2017) est la deuxième étape de la saison 2017-2018 du World Rugby Sevens Series. Elle se déroule les 9 et 10 décembre 2017 au Cape Town Stadium au Cap, en Afrique du Sud.

## Équipes participantes
Seize équipes participent au tournoi (quinze équipes qualifiées d'office plus une invitée)  :
- Afrique du Sud
- Angleterre
- Argentine
- Australie
- Canada
- Écosse
- Espagne
- États-Unis
- France
- Fidji
- Pays de Galles
- Kenya
- Nouvelle-Zélande
- Russie
- Samoa
- Ouganda (invitée)

## Phase de poules
Résultats et classements de la phase de poules.
Les horaires des rencontres sont en heure locale (retrancher 1 heure pour l'Europe).

### Poule A
| Rang | Pays           | J | V | N | D | Pm | Pe | Diff | Pts |
| ---- | -------------- | - | - | - | - | -- | -- | ---- | --- |
| 1    | Afrique du Sud | 3 | 3 | 0 | 0 | 97 | 17 | +80  | 9   |
| 2    | France         | 3 | 2 | 0 | 1 | 47 | 50 | -3   | 7   |
| 3    | Kenya          | 3 | 1 | 0 | 2 | 55 | 47 | +8   | 5   |
| 4    | Russie         | 3 | 0 | 0 | 3 | 10 | 95 | -85  | 3   |

| 9 décembre 2017 12 h 27 UTC+02:00 | Kenya | 14 - 21 | France | Cape Town Stadium, Le Cap |
| 9 décembre 2017 12 h 27 UTC+02:00 |       |         |        | Cape Town Stadium, Le Cap |
| 9 décembre 2017 12 h 27 UTC+02:00 |       |         |        | Cape Town Stadium, Le Cap |

| 9 décembre 2017 12 h 49 UTC+02:00 | Afrique du Sud | 40 - 5 | Russie | Cape Town Stadium, Le Cap |
| 9 décembre 2017 12 h 49 UTC+02:00 |                |        |        | Cape Town Stadium, Le Cap |
| 9 décembre 2017 12 h 49 UTC+02:00 |                |        |        | Cape Town Stadium, Le Cap |

| 9 décembre 2017 15 h 48 UTC+02:00 | Kenya | 34 - 0 | Russie | Cape Town Stadium, Le Cap |
| 9 décembre 2017 15 h 48 UTC+02:00 |       |        |        | Cape Town Stadium, Le Cap |
| 9 décembre 2017 15 h 48 UTC+02:00 |       |        |        | Cape Town Stadium, Le Cap |

| 9 décembre 2017 16 h 10 UTC+02:00 | Afrique du Sud | 31 - 5 | France | Cape Town Stadium, Le Cap |
| 9 décembre 2017 16 h 10 UTC+02:00 |                |        |        | Cape Town Stadium, Le Cap |
| 9 décembre 2017 16 h 10 UTC+02:00 |                |        |        | Cape Town Stadium, Le Cap |

| 9 décembre 2017 19 h 34 UTC+02:00 | France | 21 - 5 | Russie | Cape Town Stadium, Le Cap |
| 9 décembre 2017 19 h 34 UTC+02:00 |        |        |        | Cape Town Stadium, Le Cap |
| 9 décembre 2017 19 h 34 UTC+02:00 |        |        |        | Cape Town Stadium, Le Cap |

| 9 décembre 2017 19 h 56 UTC+02:00 | Afrique du Sud | 26 - 7 | Kenya | Cape Town Stadium, Le Cap |
| 9 décembre 2017 19 h 56 UTC+02:00 |                |        |       | Cape Town Stadium, Le Cap |
| 9 décembre 2017 19 h 56 UTC+02:00 |                |        |       | Cape Town Stadium, Le Cap |

### Poule B
| Rang | Pays             | J | V | N | D | Pm | Pe  | Diff | Pts |
| ---- | ---------------- | - | - | - | - | -- | --- | ---- | --- |
| 1    | États-Unis       | 3 | 3 | 0 | 0 | 79 | 19  | +60  | 9   |
| 2    | Nouvelle-Zélande | 3 | 2 | 0 | 1 | 85 | 34  | +51  | 7   |
| 3    | Australie        | 3 | 1 | 0 | 2 | 62 | 78  | -16  | 5   |
| 4    | Espagne          | 3 | 0 | 0 | 3 | 17 | 112 | -95  | 3   |

| 9 décembre 2017 11 h 43 UTC+02:00 | Australie | 36 - 12 | Espagne | Cape Town Stadium, Le Cap |
| 9 décembre 2017 11 h 43 UTC+02:00 |           |         |         | Cape Town Stadium, Le Cap |
| 9 décembre 2017 11 h 43 UTC+02:00 |           |         |         | Cape Town Stadium, Le Cap |

| 9 décembre 2017 12 h 05 UTC+02:00 | Nouvelle-Zélande | 0 - 22 | États-Unis | Cape Town Stadium, Le Cap |
| 9 décembre 2017 12 h 05 UTC+02:00 |                  |        |            | Cape Town Stadium, Le Cap |
| 9 décembre 2017 12 h 05 UTC+02:00 |                  |        |            | Cape Town Stadium, Le Cap |

| 9 décembre 2017 15 h 04 UTC+02:00 | Australie | 14 - 31 | États-Unis | Cape Town Stadium, Le Cap |
| 9 décembre 2017 15 h 04 UTC+02:00 |           |         |            | Cape Town Stadium, Le Cap |
| 9 décembre 2017 15 h 04 UTC+02:00 |           |         |            | Cape Town Stadium, Le Cap |

| 9 décembre 2017 15 h 26 UTC+02:00 | Nouvelle-Zélande | 50 - 0 | Espagne | Cape Town Stadium, Le Cap |
| 9 décembre 2017 15 h 26 UTC+02:00 |                  |        |         | Cape Town Stadium, Le Cap |
| 9 décembre 2017 15 h 26 UTC+02:00 |                  |        |         | Cape Town Stadium, Le Cap |

| 9 décembre 2017 18 h 50 UTC+02:00 | Espagne | 5 - 26 | États-Unis | Cape Town Stadium, Le Cap |
| 9 décembre 2017 18 h 50 UTC+02:00 |         |        |            | Cape Town Stadium, Le Cap |
| 9 décembre 2017 18 h 50 UTC+02:00 |         |        |            | Cape Town Stadium, Le Cap |

| 9 décembre 2017 19 h 12 UTC+02:00 | Nouvelle-Zélande | 35 - 12 | Australie | Cape Town Stadium, Le Cap |
| 9 décembre 2017 19 h 12 UTC+02:00 |                  |         |           | Cape Town Stadium, Le Cap |
| 9 décembre 2017 19 h 12 UTC+02:00 |                  |         |           | Cape Town Stadium, Le Cap |

### Poule C
| Rang | Pays       | J | V | N | D | Pm | Pe  | Diff | Pts |
| ---- | ---------- | - | - | - | - | -- | --- | ---- | --- |
| 1    | Angleterre | 3 | 3 | 0 | 0 | 72 | 14  | +58  | 9   |
| 2    | Argentine  | 3 | 2 | 0 | 1 | 69 | 45  | +24  | 7   |
| 3    | Écosse     | 3 | 1 | 0 | 2 | 66 | 31  | +35  | 5   |
| 4    | Ouganda    | 3 | 0 | 0 | 3 | 7  | 124 | -117 | 3   |

| 9 décembre 2017 10 h 59 UTC+02:00 | Écosse | 14 - 19 | Argentine | Cape Town Stadium, Le Cap |
| 9 décembre 2017 10 h 59 UTC+02:00 |        |         |           | Cape Town Stadium, Le Cap |
| 9 décembre 2017 10 h 59 UTC+02:00 |        |         |           | Cape Town Stadium, Le Cap |

| 9 décembre 2017 11 h 21 UTC+02:00 | Angleterre | 36 - 0 | Ouganda | Cape Town Stadium, Le Cap |
| 9 décembre 2017 11 h 21 UTC+02:00 |            |        |         | Cape Town Stadium, Le Cap |
| 9 décembre 2017 11 h 21 UTC+02:00 |            |        |         | Cape Town Stadium, Le Cap |

| 9 décembre 2017 14 h 20 UTC+02:00 | Écosse | 45 - 0 | Ouganda | Cape Town Stadium, Le Cap |
| 9 décembre 2017 14 h 20 UTC+02:00 |        |        |         | Cape Town Stadium, Le Cap |
| 9 décembre 2017 14 h 20 UTC+02:00 |        |        |         | Cape Town Stadium, Le Cap |

| 9 décembre 2017 14 h 42 UTC+02:00 | Angleterre | 24 - 7 | Argentine | Cape Town Stadium, Le Cap |
| 9 décembre 2017 14 h 42 UTC+02:00 |            |        |           | Cape Town Stadium, Le Cap |
| 9 décembre 2017 14 h 42 UTC+02:00 |            |        |           | Cape Town Stadium, Le Cap |

| 9 décembre 2017 17 h 41 UTC+02:00 | Argentine | 43 - 7 | Ouganda | Cape Town Stadium, Le Cap |
| 9 décembre 2017 17 h 41 UTC+02:00 |           |        |         | Cape Town Stadium, Le Cap |
| 9 décembre 2017 17 h 41 UTC+02:00 |           |        |         | Cape Town Stadium, Le Cap |

| 9 décembre 2017 18 h 03 UTC+02:00 | Angleterre | 12 - 7 | Écosse | Cape Town Stadium, Le Cap |
| 9 décembre 2017 18 h 03 UTC+02:00 |            |        |        | Cape Town Stadium, Le Cap |
| 9 décembre 2017 18 h 03 UTC+02:00 |            |        |        | Cape Town Stadium, Le Cap |

### Poule D
| Rang | Pays           | J | V | N | D | Pm | Pe | Diff | Pts |
| ---- | -------------- | - | - | - | - | -- | -- | ---- | --- |
| 1    | Canada         | 3 | 2 | 0 | 1 | 70 | 47 | +23  | 7   |
| 2    | Fidji          | 3 | 2 | 0 | 1 | 80 | 43 | +37  | 7   |
| 3    | Pays de Galles | 3 | 1 | 0 | 2 | 45 | 71 | -26  | 5   |
| 4    | Samoa          | 3 | 1 | 0 | 2 | 38 | 72 | -34  | 5   |

| 9 décembre 2017 10 h 15 UTC+02:00 | Samoa | 19 - 17 | Canada | Cape Town Stadium, Le Cap |
| 9 décembre 2017 10 h 15 UTC+02:00 |       |         |        | Cape Town Stadium, Le Cap |
| 9 décembre 2017 10 h 15 UTC+02:00 |       |         |        | Cape Town Stadium, Le Cap |

| 9 décembre 2017 10 h 37 UTC+02:00 | Fidji | 28 - 14 | Pays de Galles | Cape Town Stadium, Le Cap |
| 9 décembre 2017 10 h 37 UTC+02:00 |       |         |                | Cape Town Stadium, Le Cap |
| 9 décembre 2017 10 h 37 UTC+02:00 |       |         |                | Cape Town Stadium, Le Cap |

| 9 décembre 2017 13 h 36 UTC+02:00 | Samoa | 12 - 17 | Pays de Galles | Cape Town Stadium, Le Cap |
| 9 décembre 2017 13 h 36 UTC+02:00 |       |         |                | Cape Town Stadium, Le Cap |
| 9 décembre 2017 13 h 36 UTC+02:00 |       |         |                | Cape Town Stadium, Le Cap |

| 9 décembre 2017 13 h 58 UTC+02:00 | Fidji | 14 - 22 | Canada | Cape Town Stadium, Le Cap |
| 9 décembre 2017 13 h 58 UTC+02:00 |       |         |        | Cape Town Stadium, Le Cap |
| 9 décembre 2017 13 h 58 UTC+02:00 |       |         |        | Cape Town Stadium, Le Cap |

| 9 décembre 2017 16 h 57 UTC+02:00 | Canada | 31 - 14 | Pays de Galles | Cape Town Stadium, Le Cap |
| 9 décembre 2017 16 h 57 UTC+02:00 |        |         |                | Cape Town Stadium, Le Cap |
| 9 décembre 2017 16 h 57 UTC+02:00 |        |         |                | Cape Town Stadium, Le Cap |

| 9 décembre 2017 17 h 19 UTC+02:00 | Fidji | 38 - 7 | Samoa | Cape Town Stadium, Le Cap |
| 9 décembre 2017 17 h 19 UTC+02:00 |       |        |       | Cape Town Stadium, Le Cap |
| 9 décembre 2017 17 h 19 UTC+02:00 |       |        |       | Cape Town Stadium, Le Cap |

## Phase finale
Résultats de la phase finale.
Les horaires des rencontres sont en heure locale (retrancher 1 heure pour l'Europe).

### Tournois principaux

#### Cup
|  | Quarts de finale                     | Quarts de finale                     |                                      |                                      | Demi-finales                         | Demi-finales                         |    |  | Finale                               | Finale                               |
|  | Quarts de finale                     | Quarts de finale                     |                                      |                                      | Demi-finales                         | Demi-finales                         |    |  | Finale                               | Finale                               |
|  |                                      |                                      |                                      |                                      |                                      |                                      |    |  |                                      |                                      |
|  | 10 décembre 2017 - 12 h 04 UTC+02:00 | 10 décembre 2017 - 12 h 04 UTC+02:00 |                                      |                                      | 10 décembre 2017 - 16 h 34 UTC+02:00 | 10 décembre 2017 - 16 h 34 UTC+02:00 |    |  | 10 décembre 2017 - 19 h 44 UTC+02:00 | 10 décembre 2017 - 19 h 44 UTC+02:00 |
|  | 10 décembre 2017 - 12 h 04 UTC+02:00 | 10 décembre 2017 - 12 h 04 UTC+02:00 |                                      |                                      | 10 décembre 2017 - 16 h 34 UTC+02:00 | 10 décembre 2017 - 16 h 34 UTC+02:00 |    |  | 10 décembre 2017 - 19 h 44 UTC+02:00 | 10 décembre 2017 - 19 h 44 UTC+02:00 |
|  | Afrique du Sud                       | 31                                   |                                      |                                      | 10 décembre 2017 - 16 h 34 UTC+02:00 | 10 décembre 2017 - 16 h 34 UTC+02:00 |    |  | 10 décembre 2017 - 19 h 44 UTC+02:00 | 10 décembre 2017 - 19 h 44 UTC+02:00 |
|  | Afrique du Sud                       | 31                                   |                                      |                                      | 10 décembre 2017 - 16 h 34 UTC+02:00 | 10 décembre 2017 - 16 h 34 UTC+02:00 |    |  | 10 décembre 2017 - 19 h 44 UTC+02:00 | 10 décembre 2017 - 19 h 44 UTC+02:00 |
|  | Fidji                                | 26                                   |                                      |                                      | 10 décembre 2017 - 16 h 34 UTC+02:00 | 10 décembre 2017 - 16 h 34 UTC+02:00 |    |  | 10 décembre 2017 - 19 h 44 UTC+02:00 | 10 décembre 2017 - 19 h 44 UTC+02:00 |
|  | Fidji                                | 26                                   | Afrique du Sud                       | 12                                   |                                      |                                      |    |  | 10 décembre 2017 - 19 h 44 UTC+02:00 | 10 décembre 2017 - 19 h 44 UTC+02:00 |
|  | 10 décembre 2017 - 12 h 26 UTC+02:00 |                                      | Afrique du Sud                       | 12                                   |                                      |                                      |    |  | 10 décembre 2017 - 19 h 44 UTC+02:00 | 10 décembre 2017 - 19 h 44 UTC+02:00 |
|  |                                      | Nouvelle-Zélande                     | 19                                   |                                      |                                      |                                      |    |  | 10 décembre 2017 - 19 h 44 UTC+02:00 | 10 décembre 2017 - 19 h 44 UTC+02:00 |
|  | Angleterre                           | Nouvelle-Zélande                     | 19                                   | 12                                   |                                      |                                      |    |  | 10 décembre 2017 - 19 h 44 UTC+02:00 | 10 décembre 2017 - 19 h 44 UTC+02:00 |
|  | Angleterre                           |                                      |                                      | 12                                   |                                      |                                      |    |  | 10 décembre 2017 - 19 h 44 UTC+02:00 | 10 décembre 2017 - 19 h 44 UTC+02:00 |
|  | Nouvelle-Zélande                     | 17                                   |                                      |                                      |                                      |                                      |    |  | 10 décembre 2017 - 19 h 44 UTC+02:00 | 10 décembre 2017 - 19 h 44 UTC+02:00 |
|  | Nouvelle-Zélande                     | 17                                   | Nouvelle-Zélande                     | 38                                   |                                      |                                      |    |  |                                      |                                      |
|  | 10 décembre 2017 - 12 h 48 UTC+02:00 |                                      | Nouvelle-Zélande                     | 38                                   |                                      |                                      |    |  |                                      |                                      |
|  |                                      | Argentine                            | 14                                   |                                      |                                      |                                      |    |  |                                      |                                      |
|  | Canada                               | Argentine                            | 14                                   | 35                                   |                                      |                                      |    |  |                                      |                                      |
|  | Canada                               | 10 décembre 2017 - 16 h 56 UTC+02:00 |                                      | 35                                   |                                      |                                      |    |  |                                      |                                      |
|  | France                               | 7                                    |                                      |                                      |                                      |                                      |    |  |                                      |                                      |
|  | France                               | 7                                    | Canada                               | 12                                   |                                      |                                      |    |  |                                      |                                      |
|  | 10 décembre 2017 - 13 h 10 UTC+02:00 | 10 décembre 2017 - 13 h 10 UTC+02:00 | Canada                               | 12                                   | Match pour la 3e place               | Match pour la 3e place               |    |  |                                      |                                      |
|  | 10 décembre 2017 - 13 h 10 UTC+02:00 | 10 décembre 2017 - 13 h 10 UTC+02:00 |                                      | Argentine                            | Match pour la 3e place               | Match pour la 3e place               | 14 |  |                                      |                                      |
|  | États-Unis                           | 12                                   | 10 décembre 2017 - 19 h 18 UTC+02:00 | 10 décembre 2017 - 19 h 18 UTC+02:00 |                                      |                                      | 14 |  |                                      |                                      |
|  | États-Unis                           | 12                                   | 10 décembre 2017 - 19 h 18 UTC+02:00 | 10 décembre 2017 - 19 h 18 UTC+02:00 |                                      |                                      |    |  |                                      |                                      |
|  | Argentine                            | 28                                   |                                      | Afrique du Sud                       | 19                                   |                                      |    |  |                                      |                                      |
|  | Argentine                            | 28                                   |                                      | Afrique du Sud                       | 19                                   |                                      |    |  |                                      |                                      |
|  |                                      |                                      |                                      |                                      |                                      |                                      |    |  | Canada                               | 17                                   |
|  |                                      |                                      |                                      |                                      |                                      |                                      |    |  | Canada                               | 17                                   |

Finale (Cup)

#### Challenge Trophy
|  | Quarts de finale                     | Quarts de finale                     |                |    | Demi-finales                         | Demi-finales                         |  |  | Finale                               | Finale                               |
|  | Quarts de finale                     | Quarts de finale                     |                |    | Demi-finales                         | Demi-finales                         |  |  | Finale                               | Finale                               |
|  |                                      |                                      |                |    |                                      |                                      |  |  |                                      |                                      |
|  | 10 décembre 2017 - 10 h 36 UTC+02:00 | 10 décembre 2017 - 10 h 36 UTC+02:00 |                |    | 10 décembre 2017 - 14 h 41 UTC+02:00 | 10 décembre 2017 - 14 h 41 UTC+02:00 |  |  | 10 décembre 2017 - 18 h 05 UTC+02:00 | 10 décembre 2017 - 18 h 05 UTC+02:00 |
|  | 10 décembre 2017 - 10 h 36 UTC+02:00 | 10 décembre 2017 - 10 h 36 UTC+02:00 |                |    | 10 décembre 2017 - 14 h 41 UTC+02:00 | 10 décembre 2017 - 14 h 41 UTC+02:00 |  |  | 10 décembre 2017 - 18 h 05 UTC+02:00 | 10 décembre 2017 - 18 h 05 UTC+02:00 |
|  | Kenya                                | 15                                   |                |    | 10 décembre 2017 - 14 h 41 UTC+02:00 | 10 décembre 2017 - 14 h 41 UTC+02:00 |  |  | 10 décembre 2017 - 18 h 05 UTC+02:00 | 10 décembre 2017 - 18 h 05 UTC+02:00 |
|  | Kenya                                | 15                                   |                |    | 10 décembre 2017 - 14 h 41 UTC+02:00 | 10 décembre 2017 - 14 h 41 UTC+02:00 |  |  | 10 décembre 2017 - 18 h 05 UTC+02:00 | 10 décembre 2017 - 18 h 05 UTC+02:00 |
|  | Samoa                                | 19                                   |                |    | 10 décembre 2017 - 14 h 41 UTC+02:00 | 10 décembre 2017 - 14 h 41 UTC+02:00 |  |  | 10 décembre 2017 - 18 h 05 UTC+02:00 | 10 décembre 2017 - 18 h 05 UTC+02:00 |
|  | Samoa                                | 19                                   | Samoa          | 0  |                                      |                                      |  |  | 10 décembre 2017 - 18 h 05 UTC+02:00 | 10 décembre 2017 - 18 h 05 UTC+02:00 |
|  | 10 décembre 2017 - 10 h 58 UTC+02:00 |                                      | Samoa          | 0  |                                      |                                      |  |  | 10 décembre 2017 - 18 h 05 UTC+02:00 | 10 décembre 2017 - 18 h 05 UTC+02:00 |
|  |                                      | Espagne                              | 24             |    |                                      |                                      |  |  | 10 décembre 2017 - 18 h 05 UTC+02:00 | 10 décembre 2017 - 18 h 05 UTC+02:00 |
|  | Écosse                               | Espagne                              | 24             | 7  |                                      |                                      |  |  | 10 décembre 2017 - 18 h 05 UTC+02:00 | 10 décembre 2017 - 18 h 05 UTC+02:00 |
|  | Écosse                               |                                      |                | 7  |                                      |                                      |  |  | 10 décembre 2017 - 18 h 05 UTC+02:00 | 10 décembre 2017 - 18 h 05 UTC+02:00 |
|  | Espagne                              | 24                                   |                |    |                                      |                                      |  |  | 10 décembre 2017 - 18 h 05 UTC+02:00 | 10 décembre 2017 - 18 h 05 UTC+02:00 |
|  | Espagne                              | 24                                   | Espagne        | 7  |                                      |                                      |  |  |                                      |                                      |
|  | 10 décembre 2017 - 11 h 20 UTC+02:00 |                                      | Espagne        | 7  |                                      |                                      |  |  |                                      |                                      |
|  |                                      | Australie                            | 26             |    |                                      |                                      |  |  |                                      |                                      |
|  | Pays de Galles                       | Australie                            | 26             | 21 |                                      |                                      |  |  |                                      |                                      |
|  | Pays de Galles                       | 10 décembre 2017 - 15 h 03 UTC+02:00 |                | 21 |                                      |                                      |  |  |                                      |                                      |
|  | Russie                               | 12                                   |                |    |                                      |                                      |  |  |                                      |                                      |
|  | Russie                               | 12                                   | Pays de Galles | 5  |                                      |                                      |  |  |                                      |                                      |
|  | 10 décembre 2017 - 11 h 42 UTC+02:00 |                                      | Pays de Galles | 5  |                                      |                                      |  |  |                                      |                                      |
|  |                                      | Australie                            | 42             |    |                                      |                                      |  |  |                                      |                                      |
|  | Australie                            | Australie                            | 42             | 47 |                                      |                                      |  |  |                                      |                                      |
|  | Australie                            |                                      |                | 47 |                                      |                                      |  |  |                                      |                                      |
|  | Ouganda                              | 12                                   |                |    |                                      |                                      |  |  |                                      |                                      |
|  | Ouganda                              | 12                                   |                |    |                                      |                                      |  |  |                                      |                                      |

### Matchs de classement

#### Challenge 5e place
|  | Demi-finales                         | Demi-finales                         |       |    | Finale                               | Finale                               |
|  | Demi-finales                         | Demi-finales                         |       |    | Finale                               | Finale                               |
|  |                                      |                                      |       |    |                                      |                                      |
|  | 10 décembre 2017 - 15 h 50 UTC+02:00 | 10 décembre 2017 - 15 h 50 UTC+02:00 |       |    | 10 décembre 2017 - 18 h 36 UTC+02:00 | 10 décembre 2017 - 18 h 36 UTC+02:00 |
|  | 10 décembre 2017 - 15 h 50 UTC+02:00 | 10 décembre 2017 - 15 h 50 UTC+02:00 |       |    | 10 décembre 2017 - 18 h 36 UTC+02:00 | 10 décembre 2017 - 18 h 36 UTC+02:00 |
|  | Fidji                                | 19                                   |       |    | 10 décembre 2017 - 18 h 36 UTC+02:00 | 10 décembre 2017 - 18 h 36 UTC+02:00 |
|  | Fidji                                | 19                                   |       |    | 10 décembre 2017 - 18 h 36 UTC+02:00 | 10 décembre 2017 - 18 h 36 UTC+02:00 |
|  | Angleterre                           | 12                                   |       |    | 10 décembre 2017 - 18 h 36 UTC+02:00 | 10 décembre 2017 - 18 h 36 UTC+02:00 |
|  | Angleterre                           | 12                                   | Fidji | 26 |                                      |                                      |
|  | 10 décembre 2017 - 16 h 12 UTC+02:00 |                                      | Fidji | 26 |                                      |                                      |
|  |                                      | États-Unis                           | 12    |    |                                      |                                      |
|  | France                               | États-Unis                           | 12    | 12 |                                      |                                      |
|  | France                               |                                      |       | 12 |                                      |                                      |
|  | États-Unis                           | 29                                   |       |    |                                      |                                      |
|  | États-Unis                           | 29                                   |       |    |                                      |                                      |

#### Challenge 13e place
|  | Demi-finales                         | Demi-finales                         |       |    | Finale                               | Finale                               |
|  | Demi-finales                         | Demi-finales                         |       |    | Finale                               | Finale                               |
|  |                                      |                                      |       |    |                                      |                                      |
|  | 10 décembre 2017 - 13 h 57 UTC+02:00 | 10 décembre 2017 - 13 h 57 UTC+02:00 |       |    | 10 décembre 2017 - 17 h 43 UTC+02:00 | 10 décembre 2017 - 17 h 43 UTC+02:00 |
|  | 10 décembre 2017 - 13 h 57 UTC+02:00 | 10 décembre 2017 - 13 h 57 UTC+02:00 |       |    | 10 décembre 2017 - 17 h 43 UTC+02:00 | 10 décembre 2017 - 17 h 43 UTC+02:00 |
|  | Kenya                                | 33                                   |       |    | 10 décembre 2017 - 17 h 43 UTC+02:00 | 10 décembre 2017 - 17 h 43 UTC+02:00 |
|  | Kenya                                | 33                                   |       |    | 10 décembre 2017 - 17 h 43 UTC+02:00 | 10 décembre 2017 - 17 h 43 UTC+02:00 |
|  | Écosse                               | 12                                   |       |    | 10 décembre 2017 - 17 h 43 UTC+02:00 | 10 décembre 2017 - 17 h 43 UTC+02:00 |
|  | Écosse                               | 12                                   | Kenya | 24 |                                      |                                      |
|  | 10 décembre 2017 - 14 h 19 UTC+02:00 |                                      | Kenya | 24 |                                      |                                      |
|  |                                      | Ouganda                              | 14    |    |                                      |                                      |
|  | Russie                               | Ouganda                              | 14    | 19 |                                      |                                      |
|  | Russie                               |                                      |       | 19 |                                      |                                      |
|  | Ouganda                              | 28                                   |       |    |                                      |                                      |
|  | Ouganda                              | 28                                   |       |    |                                      |                                      |

## Bilan
Statistiques sportives 
- Meilleur marqueur du tournoi :  Seabelo Senatla (7 essais)
- Meilleur réalisateur du tournoi :  Nathan Hirayama (44 points)
- Impact player[7] :  Amenoni Nasilasila
- Joueur de la finale[8] :  Joe Ravouvou
- Équipe type[9],[10] :

| Avants                                     | Trois-quarts                                                     |
| ------------------------------------------ | ---------------------------------------------------------------- |
| Mike Fuailefau Philip Snyman Tim Mikkelson | Justin Douglas Amenoni Nasilasila Vilimoni Koroi Rodrigo Etchart |